# Polydesmus syrensis
Polydesmus syrensis är en mångfotingart som först beskrevs av Karl Wilhelm Verhoeff 1903.  Polydesmus syrensis ingår i släktet Polydesmus och familjen plattdubbelfotingar. Inga underarter finns listade i Catalogue of Life.